# Drzwi numer trzy
Drzwi numer trzy (tyt. oryg. Door Number Three) – debiutancka powieść science fiction amerykańskiego pisarza Patricka O’Leary’ego. 
Opisuje historię psychoterapeuty Johna Donelly'ego, którego życie zmienia się diametralnie w dniu, w którym pojawia się u niego w gabinecie młoda pacjentka o imieniu Laura. Opowiada mu ona przedziwną historię. Dziewczyna twierdzi, że przedstawiciele obcej rasy zostawili ją na Ziemi na rok i w tym czasie musi przekonać jedną osobę do tego, że mówi prawdę, w przeciwnym wypadku Holokowie każą jej opuścić Ziemię. Na potwierdzenie swych słów pokazuje psychoterapeucie własne piersi z kwadratowymi sutkami.